# Гептасульфид пентаэрбия
Гептасульфид пентаэрбия — бинарное неорганическое соединение
эрбия и серы
с формулой Er5S7,
кристаллы.

## Получение
- Нагревание стехиометрических количеств чистых веществ в инертной атмосфере:

{\displaystyle {\mathsf {5Er+7S\ {\xrightarrow {1600^{o}C}}\ Er_{5}S_{7}}}}

## Физические свойства
Гептасульфид пентаэрбия образует кристаллы
моноклинной сингонии, пространственная группа C 2/m, параметры ячейки a = 1,2671 нм, b = 0,3775 нм, c = 1,1480 нм, β = 104,75°, Z = 2,
структура типа гептасульфида пентаиттрия Y5S7.
Соединение конгруэнтно плавится при температуре ~1600 °С.